# 我一直知道你去年夏天干了什么
《我一直知道你去年夏天干了什么》（英語：I'll Always Know What You Did Last Summer），美国砍杀电影，2006年8月15日录影带首映。

## 演员
- 布鲁克·尼文（英语：Brooke Nevin） 饰 安珀·威廉斯
- 大衛·佩特考 饰 科尔比·帕特森
- 托瑞·狄维托 饰 佐伊
- 本·伊斯特（英语：Ben Easter） 饰 兰斯
- 塞斯·帕卡德 饰 罗杰
- 克莱顿·泰勒 饰 P.J.
- 迈克尔·弗林 饰 戴维斯警长
- K·C·克莱德 饰 约翰·哈夫纳警长
- 布里特·利里 饰 基姆
- 史塔爾·拉伯 饰 凱利
- 唐·山克斯（英语：Don Shanks (stuntman)） 饰 渔夫/本·威利斯
- 利拉·威廉斯 饰 安娜